# Al Qatrun
Al Qatrun (en árabe: القطرون Al Qaţrūn) es una localidad de Libia en el distrito de Murzuk. Se localiza al sur del país, donde hay una ruta principal que conecta a Níger y a Chad. Existe en esta localidad una estación de gas, así como un consulado de Níger. 
La población, según estimación 2010 era de 3.801 habitantes.